# Шахурин, Алексей Иванович

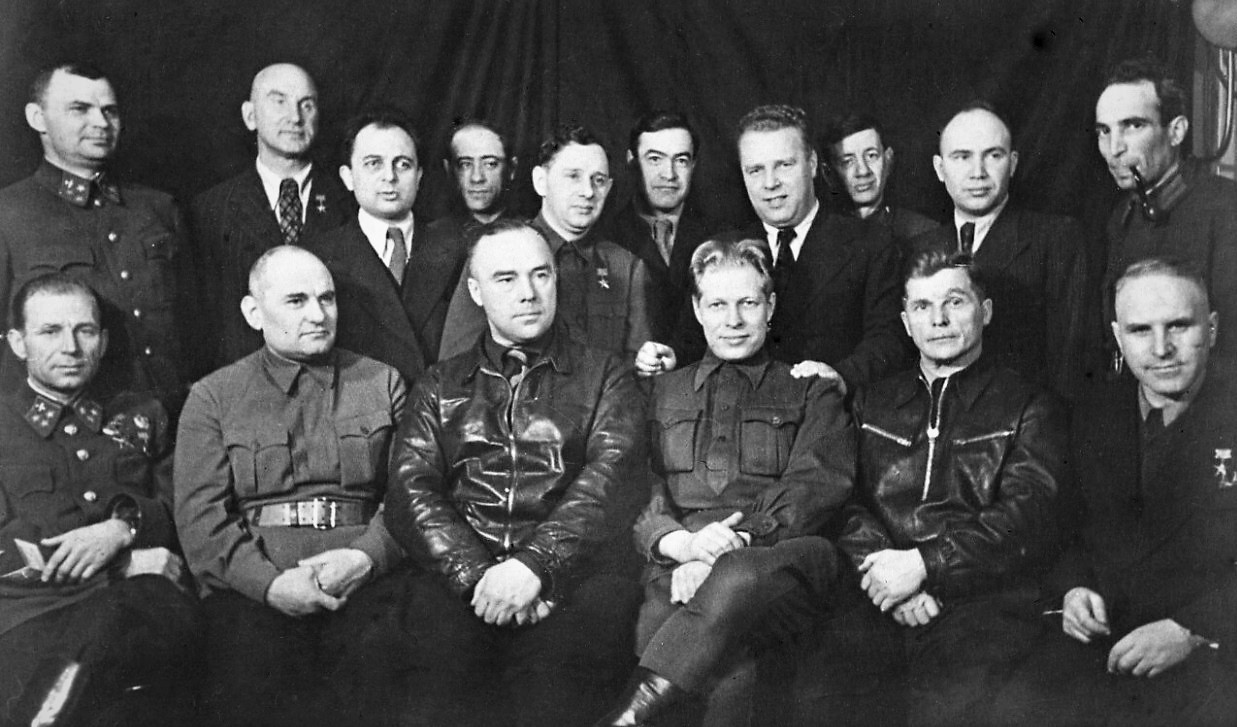
Работники оборонной промышленности в редакции газеты «Правда» (Шахурин четвёртый справа во втором ряду). 1942 год.

Алексе́й Ива́нович Шаху́рин (12 (25 февраля) 1904 года, село Михайловское Подольского уезда Московской губернии — 3 июля 1975 года, Москва) — советский государственный и политический деятель, народный комиссар авиационной промышленности СССР (1940—1946), генерал-полковник инженерно-авиационной службы, Герой Социалистического Труда (1941). Член ЦК ВКП(б) (1939—1946).

## Биография
Родился 12 февраля 1904 года в селе Михайловское Подольского уезда Московской губернии (ныне Московская область). Сын крестьянина.
С 1919 года работал электромонтёром в Подольске, с 1921 года фрезеровщиком на заводе «Манометр» в Москве. Член ВКП(б) с 1925 года. В 1925 году переведён на комсомольскую работу — секретарь Бауманского райкома комсомола города Москвы, затем работал в Наркомате торговли РСФСР. В марте 1926 года на VII съезде комсомола был избран членом ЦК ВЛКСМ.
В 1927 году был утверждён представителем ЦК ВЛКСМ во Всероссийский комитет по промышленно-экономическому образованию и назначен заместителем председателя комитета. Осенью 1927 года поступил на машиностроительный факультет Промышленно-экономического института, который позднее стал называться Инженерно-экономическим институтом. Первые два года учился на вечернем отделении, днём работал, затем перешёл на дневное. Окончил институт в 1932 году.
С 1933 года на военной службе. В 1933—1938 годах служил в научно-исследовательском и учебном отделе Военно-воздушной академии имени Н. Е. Жуковского. С февраля 1938 года парторг на заводе Наркомата авиационной промышленности СССР.
В 1938—1939 годах первый секретарь Ярославского областного комитета ВКП(б). С одной стороны, продолжал репрессивную практику своих предшественников, при его участии в июле 1938 года были арестованы второй секретарь обкома П. Я. Саломахин, заведующий ОРПО обкома Ф. И. Громов, секретарь Ярославского горкома Л. И. Тихомиров, уполномоченный областного комитета заготовок СНК СССР Н. В. Мартынов и др. В августе—сентябре был репрессирован ещё ряд руководителей, в частности секретари райкомов: Молвитинского — И. М. Белков, Пошехоно-Володарского — В. Н. Котов, управляющий областным кинотрестом М. М. Цветков и другие. Всех обвиняемых представили «участниками троцкистских организаций». 25—30 июля 1938 года в Ярославле проходила III областная партийная конференция. С отчетным докладом выступал Шахурин и подвел итоги выполнения установок февральско-мартовского пленума ЦК ВКП(б) 1937 года, «выкорчёвыванию врагов народа». С другой стороны, Шахурин сосредоточился в основном на хозяйственной деятельности, отчасти нормализовал общественно-политическую ситуацию в области. Депутат Верховного Совета РСФСР с 1938 года.
В 1939—1940 годах первый секретарь Горьковского областного комитета ВКП(б).
В 1940—1946 годах Нарком авиационной промышленности СССР. В сентябре 1941 года А. И. Шахурину присвоено звание Героя Социалистического труда с формулировкой «За выдающиеся достижения в области организации и осуществления серийного производства новых типов боевых самолётов» (вместе с другими деятелями авиационной промышленности).
После создания в 1943 году Совета по радиолокации при ГКО, назначен его членом. Летом 1944 года И. В. Сталин поручил Шахурину обследовать всё, что можно, вместе с наступающими войсками на немецком ракетном полигоне Пенемюнде, который предстояло захватить Красной Армии на территории Пруссии.
В 1946 году репрессирован по «авиационному делу». 10—11 мая 1946 года Военная коллегия Верховного суда СССР под председательством В. В. Ульриха осудила его на 7 лет тюремного заключения по обвинению в «превышении власти» и «выпуске нестандартной, недоброкачественной и некомплектной продукции».
В приговоре А. И. Шахурин обвинялся в следующем: «на протяжении длительного времени выпускал самолёты и моторы с большими конструктивно-производственными недоделками и по сговору с командованием Военно-Воздушных Сил поставлял их на вооружение ВВС, в результате чего в авиационных частях произошло большое количество аварий и катастроф, гибли лётчики, а также скапливалось много бракованных самолётов, которые нельзя было использовать в боях с немцами…»
29 мая 1953 года реабилитирован и освобождён из заключения. 2 июня 1953 года возвращены все награды и звания.
В 1953—1957 годах заместитель министра авиационной промышленности СССР, первый заместитель министра авиационной промышленности СССР.
В 1957 — августе 1959 года заместитель председателя Государственного комитета Совета Министров СССР по внешнеэкономическим связям.
С августа 1959 года на пенсии. Автор мемуаров «Крылья победы».

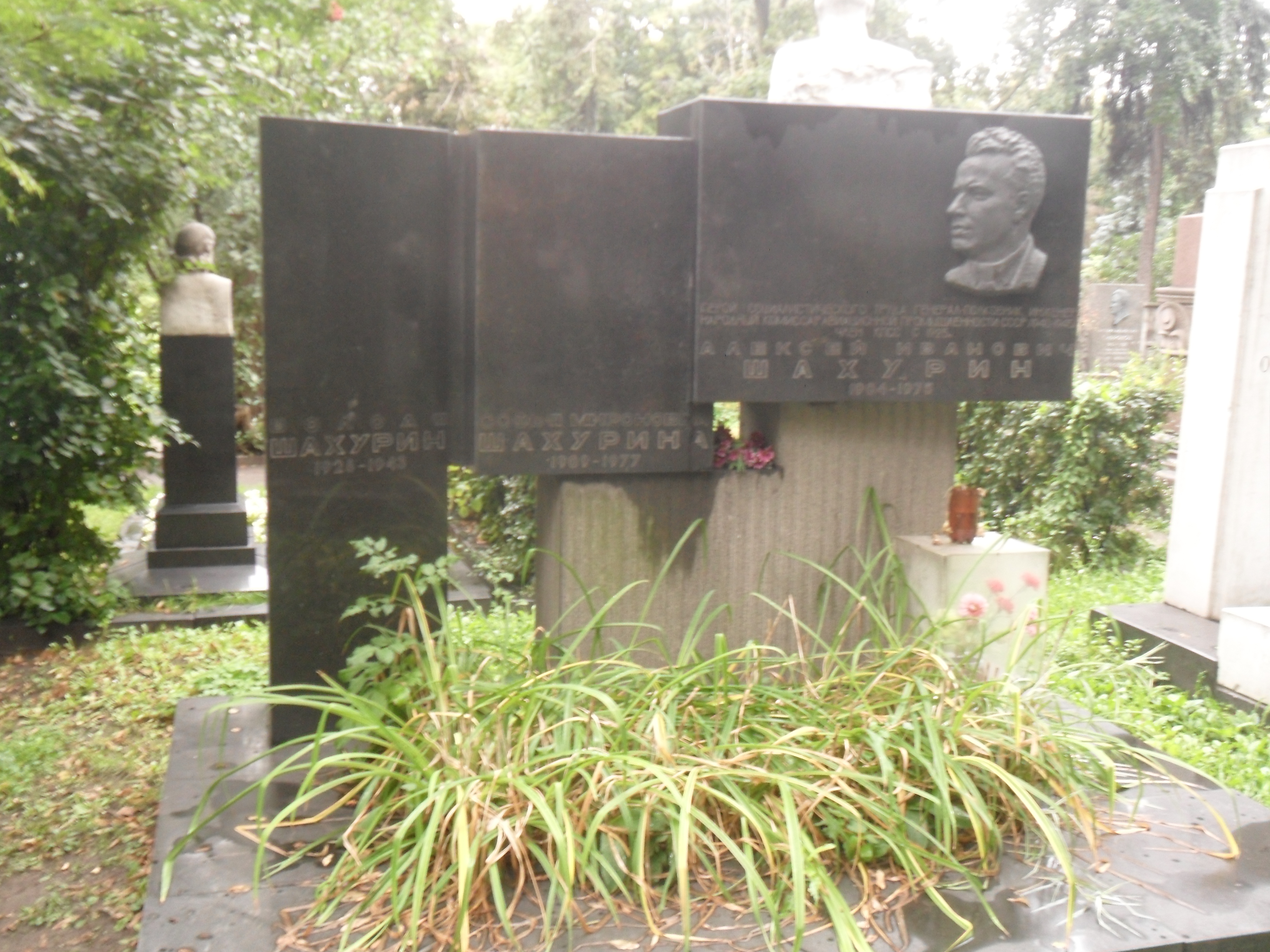
Могила Шахурина на Новодевичьем кладбище.

Умер 3 июля 1975 года в Москве. Похоронен на Новодевичьем кладбище.

## Семья
Первая жена — Орлова Клавдия Ивановна.
Дочь в первом браке — Шахурина Галина Алексеевна (1926—2021)
Вторая жена — Софья Мироновна Лурье (1909—1977), дочь лесопромышленника Мирона Ионовича Лурье (1874—1966), сестра инженера и учёного в области турбиностроения И. М. Лурье (1905—1967).
Сын Владимир (1928—1943); известен тем, что 3 июня 1943 года застрелил дочь посла Константина Уманского Нину и затем застрелился сам
Брат — Шахурин Михаил Иванович, работал Заместителем Председателя Центросоюза СССР (1941—1953)
.

## Награды
- Указом Президиума Верховного Совета СССР от 8 сентября 1941 года за «выдающиеся заслуги в области организации и осуществления серийного производства новых типов боевых самолётов» Алексею Ивановичу Шахурину присвоено звание Героя Социалистического Труда с вручением ордена Ленина и Золотой медали «Серп и молот»[10].
- Награждён двумя орденами Ленина, орденом Красного Знамени, орденом Суворова I степени, орденом Кутузова I степени, орденом Трудового Красного Знамени (24.02.1954), орденом Красной Звезды.